# J.D. Vance
James David Vance (geboren als James Donald Bowman, beter bekend als J.D. Vance) (Middletown, Ohio, 2 augustus 1984) is een Amerikaans politicus, advocaat en auteur. Hij is sinds 20 januari 2025 de 50e vicepresident van de Verenigde Staten. Daarvoor was hij van 2023 tot 2025 senator voor Ohio. Vance verwierf voor het eerst bekendheid met zijn memoires uit 2016, Hillbilly Elegy.

## Levensloop
Vance werd geboren in Middletown in de Amerikaanse staat Ohio. Zijn familie komt oorspronkelijk uit Kentucky. Hij groeide op in een conservatief gezin dat de evangelische tak van het protestantisme aanhing. Uit zijn memoires Hillbilly Elegy valt op te maken dat zijn jeugd niet gemakkelijk was. Zijn moeder had psychische problemen en kampte met verslaving. Zijn grootmoeder, die hij mamaw noemde, nam een deel van de opvoeding over. Zij speelde een grote rol in het jonge leven van Vance, en bleef een grote bron van inspiratie in zijn latere leven.
Vance diende vier jaar als fotograaf en verslaggever bij het Korps Mariniers voordat hij politicologie en filosofie studeerde aan de Ohio State University en Juris Doctor (doctor in de rechtsgeleerdheid) werd aan de Yale Law School. 
Vances memoires, die zijn opvoeding in Middletown en de Appalachiaanse waarden van zijn familie beschrijven, werden een New York Times-bestseller en trokken veel aandacht van de pers tijdens de presidentsverkiezingen van 2016. In 2020 kwam de filmversie Hillbilly Elegy uit met onder anderen Amy Adams en Glenn Close in de hoofdrollen.
Tijdens de presidentsverkiezingen van 2016 was Vance een bekende criticus van de Republikeinse kandidaat Donald Trump. In een USA Today-column van februari 2016 schreef hij dat "Trumps feitelijke beleidsvoorstellen variëren van immoreel tot absurd." In de Atlantic noemde Vance Trump "culturele heroïne". In oktober 2016 noemde hij zichzelf een ‘nooit-Trump-man’. In een privébericht op Facebook noemde hij Trump "Amerika's Hitler".

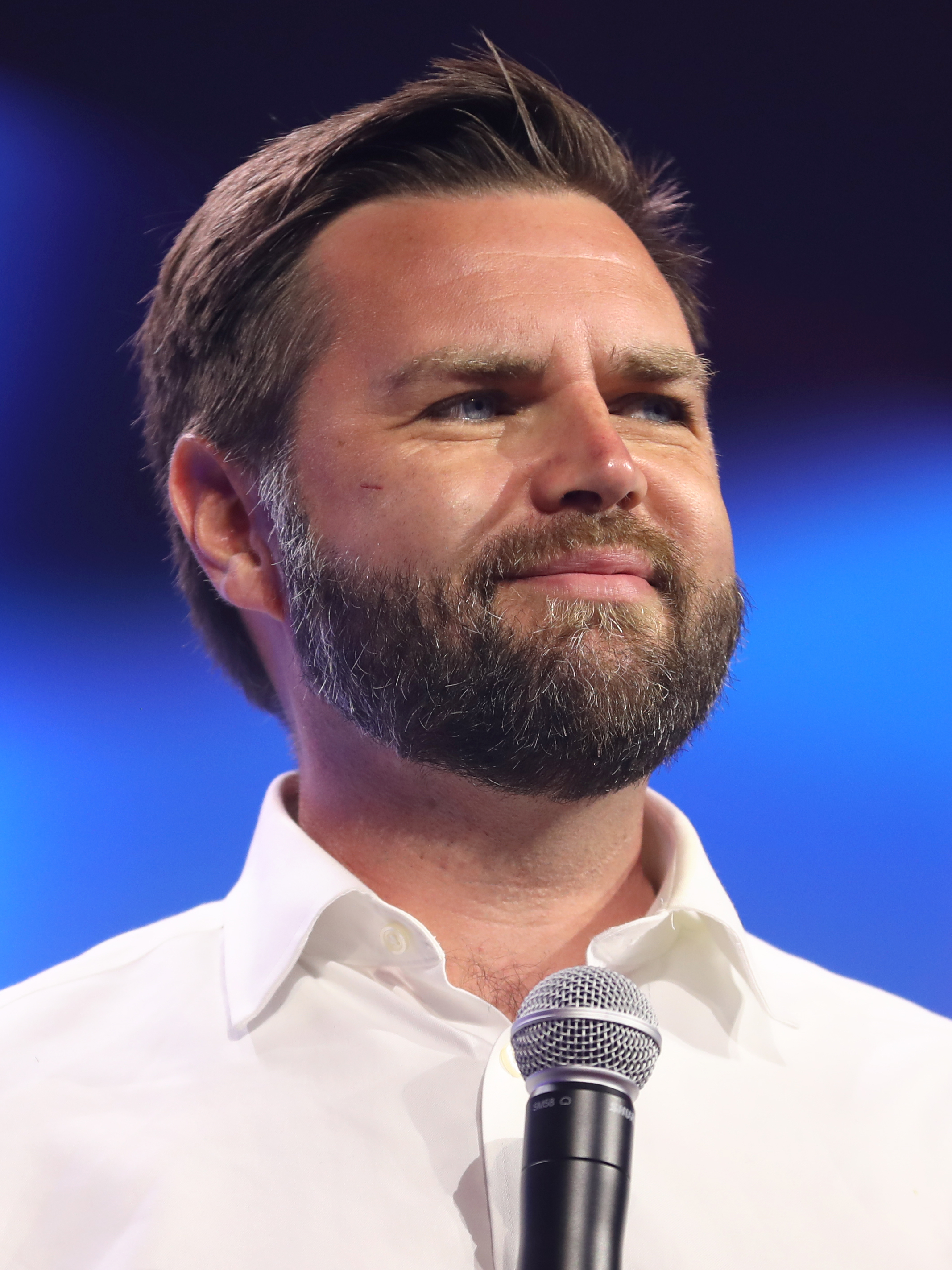
J.D. Vance in 2023

Tijdens Trumps presidentschap van 2017 tot 2021 herzag Vance zijn mening en werd hij zelfs een groot voorstander van Trump. Vance had zelf politieke aspiraties en lanceerde zijn eerste politieke campagne voor de senaatszetel van Ohio op 1 juli 2021. Hij won de Republikeinse nominatie op 3 mei 2022 nadat Trump zijn steun gaf. Enkele maanden later op 8 november versloeg Vance de Democratische kandidaat Tim Ryan.
Op 15 juli 2024 werd Vance op de Republikeinse Partijconventie in Milwaukee door presidentskandidaat Donald Trump aangewezen als vicepresidentskandidaat voor de Amerikaanse presidentsverkiezingen. Die vonden plaats op 5 november 2024 en een dag later werden Trump en Vance uitgeroepen tot de winnaars. Hun termijn in het Witte Huis begon op 20 januari 2025.

## Persoonlijk
In Yale leerde Vance de studente Usha Chilukuri kennen. Zij is van Indiase afkomst en is advocate. Het koppel trouwde in 2014 in een interreligieuze huwelijksceremonie omdat zij hindoe is en Vance christen. Samen hebben zij twee zonen en een dochter.
Vance groeide op in een "conservatieve, evangelische" tak van het protestantisme. In september 2016 was hij "geen actieve deelnemer" aan een bepaalde christelijke denominatie, maar "dacht hij er heel serieus over om zich tot het katholicisme te bekeren". In augustus 2019 werd Vance gedoopt en ontving het vormsel  in de Katholieke kerk tijdens een ceremonie in St. Gertrude Priory in Cincinnati, Ohio. Hij koos Augustinus van Hippo als zijn confirmatie heilige. Vance zei dat hij zich bekeerde omdat hij "na verloop van tijd overtuigd raakte dat het katholicisme waar was [...] en Augustinus gaf me een manier om het christelijk geloof op een sterk intellectuele manier te begrijpen", wat de aansluiting van de katholieke theologie bij zijn politieke opvattingen verder beschrijft. Vance werd beïnvloed om zich tot het katholicisme te bekeren door Peter Thiel.

## Standpunten
In de Senaat wordt Vance gezien als een voorstander van economisch populisme, waarbij hij voorstander is van meer protectionisme. Wat sociale kwesties betreft is Vance tegenstander van het homohuwelijk en is hij tegen het recht op abortus, zelfs in gevallen van verkrachting of incest, maar steunt uitzonderingen wanneer het leven van een moeder in gevaar is. Hij steunde de vernietiging van het abortus-arrest Roe v. Wade in 2022. Daarnaast is Vance tegen Amerikaanse militaire hulp aan Oekraïne in zijn strijd tegen de Russische invasie sinds 2022.
In 2021 pleitte Vance voor familiestemrecht en drong hij erop aan om stemmen van ouders meer gewicht te geven in verkiezingen dan stemmen van mensen zonder kinderen. Hierbij zou elk extra kind de ouder een extra stem moeten toekennen. Politiek columnist Ed Kilgore typeerde dit als een poging om meer (gewichtige) stemmen aan zich te binden; grote conservatieve families zouden meer de neiging hebben op een Republikeinse kandidaat te stemmen.
Tijdens de 61ste Veiligheidsconferentie van München kwam Vance tijdens zijn toespraak met ernstige kritiek op 'Europa'. Hij stelde de vraag of de vroegere geallieerden, de Verenigde Staten en de Europese staten, nog wel dezelfde democratische waarden hanteerden. Hij oordeelde negatief; Vance kritiseerde de rechterlijke ingrepen tijdens de verkiezingen in Roemenië, de Britse behandeling van in protest biddende abortustegenstanders en het tegenwerken van Europese overheden in het algemeen waar het populistische politici betreft. Hij besloot zijn toespraak met het dringende advies aan Europese overheden om populisten serieus te nemen, naar hen te luisteren en de dialoog aan te gaan.
In februari 2025 liep een persontmoeting met president Trump, JD Vance en president Zelensky van Oekraine in het Oval Office van het Witte Huis uit in een schreeuwende uitwisseling van verwijten over en weer, waarin Vance opriep tot diplomatieke onderhandelingen en Zelensky vervolgens kritiseerde over diens vermeende gebrek aan dankbaarheid jegens de Verenigde Staten.